# ヴァルター・フォン・ブロックドルフ＝アーレフェルト
ヴァルター・クルト・ティロ・グラーフ・フォン・ブロックドルフ＝アーレフェルト(独:Walter Kurt Thilo Graf von Brockdorff-Ahlefeldt、1887年7月13日 - 1943年5月9日)は、ドイツの陸軍軍人。最終階級は歩兵大将。有能な指揮能力などが認められて、柏葉付騎士鉄十字章を受章した。

## 経歴
第一次世界大戦ではヴェルダンの戦いに参戦、第二次世界大戦ではポーランド侵攻、フランス侵攻、バルバロッサ作戦、デミャンスク包囲戦などで活躍した。特にデミャンスク包囲戦では第II軍団司令官として総勢10万にも及ぶドイツ兵を束ね、ソヴィエト軍包囲からの脱出に成功している。
彼は1942年11月に病を患いドイツへ帰国、翌1943年5月にベルリン州ツェーレンドルフ区で死去した。

## 叙勲
- 鉄十字章
  - 二級鉄十字勲章1914年章
  - 一級鉄十字勲章1914年章
- 戦傷章
- 名誉十字章
- 四級から一級国防軍勤続章
- 1938年10月1日記念メダル
- 1941年/1942年東部戦線冬季戦記章
- デミャンスク盾章(Demjanskschild)
- 鉄十字章略章(Spange zum Eisernen Kreuz)
  - 二級鉄十字略章 (1939年9月19日)[1]
  - 一級鉄十字略章 (1939年10月20日)[1]
- 柏葉付騎士鉄十字章